# STS-41-B
STS-41-B (Space Transportation System-41-B) var Challengers fjerde rumfærge-mission.
Opsendt 3. februar 1984 og vendte tilbage den 11. februar 1984.

## Besætning
- Vance Brand (kaptajn)
- Robert Gibson (pilot)
- Bruce McCandless (missionsspecialist)
- Ronald McNair (missionsspecialist)
- Robert Stewart (missionsspecialist)

## Missionen
Hovedartikler: